# Ernst Bardey

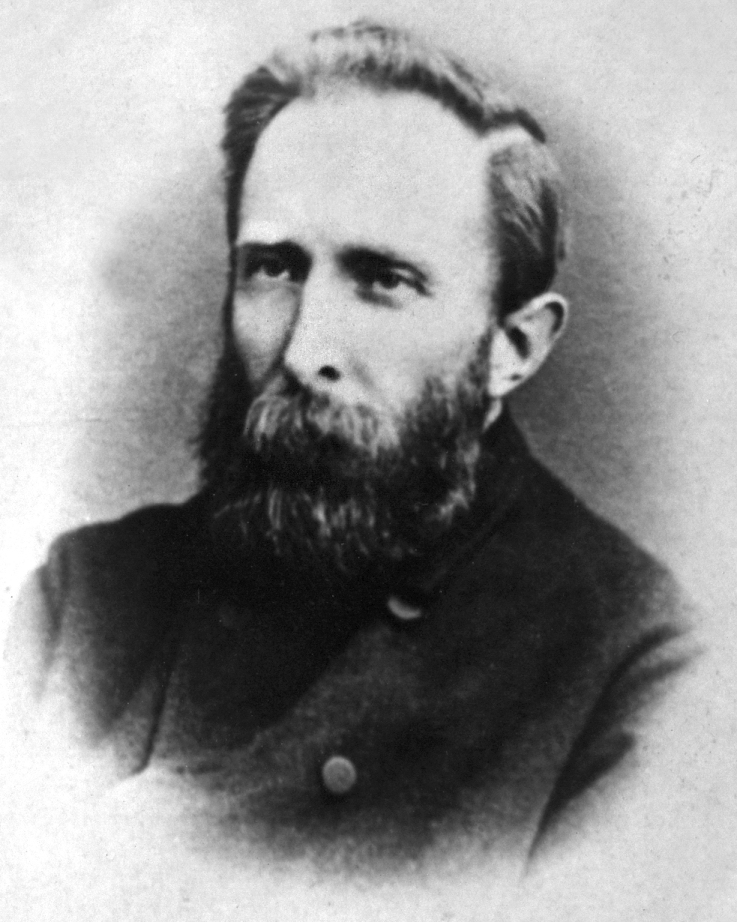
Ernst Bardey (um 1870)

Ernst August Bardey (* 21. Mai 1828 in Muchow; † 1. April 1897 in Stuer) war ein deutscher Mathematiker und Lehrer. Bardey war Autor zahlreicher mathematischer Schul- und Übungsbücher die zum Teil noch heute verlegt werden.

## Leben
Ernst Bardey war ein jüngerer Sohn des Pastors Christian Wilhelm Bardey (1776–1843) aus dessen zweiter Ehe mit Sophie (Elisabeth Catharina Dorothea), geb. Kossel (1798–1880). Ernsts älterer Bruder Gustav Bardey (1826–1905) wurde Gärtner, Kurdirektor und Pächter der Wasserheilanstalt (Bad) Stuer.
Seine schulische Ausbildung erhielt Bardey am Friedrich-Franz-Gymnasium in Parchim. Nur unter großen finanziellen Schwierigkeiten, der Vater war bereits früh verstorben, mit Hilfe von Stipendien und dem Konvikt sowie dem Abhalten von Privatstunden, begann er ab Ostern 1849 ein Studium an der Universität Rostock. Er studierte zunächst Evangelische Theologie und später bis 1852 Mathematik. Ostern 1852 wechselte Bardey an die Albertus-Universität Königsberg. Dort begann er bis 1855 zusätzlich ein Physikstudium. In Königsberg besuchte er Vorlesungen von Friedrich Julius Richelot und Otto Hesse über Mathematik, und bei Franz Ernst Neumann über Physik. Mit letzterem führte er eine regen Briefwechsel. Wegen seines schweren Rheumas – sehr wahrscheinlich einer Spondylitis ankylosans – musste er das Studium beenden. Fast bewegungsunfähig, reiste er im April 1855 zu der von seinem Bruder Gustav geleiteten Heilanstalt nach Bad Stuer und später in seinen Heimatort Muchow, wo er bis 1861 laborierte. Er konnte sich auch jetzt nur mit Gehhilfen bewegen. Nach der Besserung seines Zustandes übernahm Bardey eine Hauslehrerstelle in Neu-Stuer und in Hoppenrade. Später ging er als Privatlehrer nach Brandenburg an der Havel, wo Wilhelm (August Ernst) Bardey (1838–1889), ein weiterer Bruder von ihm als Zahnarzt praktizierte.
Während seines dortigen Aufenthalts erschien 1868 seine erste größere Arbeit Algebraische Gleichungen nebst den Resultaten und den Methoden zu ihrer Auflösung deren spätere Ausgaben er ständig und erweiterte und die noch 2011 erneut verlegt wurde. Seine Methodisch geordnete Aufgabensammlung, mehr als 7000 Aufgaben enthaltend, über alle Theile der Elementar-Arithmetik für Gymnasien, Realschulen und polytechnische Lehranstalten erschien 1871 erstmals. Auch das Werk wurde von ihm später stark überarbeitet und erweitert und noch zu seinen Lebzeiten in 23 Auflagen gedruckt. Noch im gleichen Jahr veröffentlichte Bardey Quadratische Gleichungen. Mit den Lösungen für die oberen Klassen der Gymnasien und Realschulen. Durch Privatstunden, die er in Brandenburg gab, und die Einnahmen aus seinen Büchern besserte sich seine finanzielle Situation erheblich.
Allerdings verschlimmerte sich sein Gesundheitszustand erneut, so dass er gezwungen war, im Juni 1878 nach Stuer zurückzukehren. Er lebte von nun an nur noch von der Veröffentlichung seiner Bücher. 1881 gab er Arithmetische Aufgaben nebst Lehrbuch der Arithmetik. Vorzugsweise für höhere Bürgerschulen heraus, dass noch 1940 eine erneute Auflage erlebte und auch ins Spanische übersetzt wurde. Sämtliche Werke von ihm sind im Teubner Verlag erschienen.
In seinen letzten Jahren verschlechterte sich Bardeys körperlicher und geistiger Zustand ständig. Er starb im Alter von 68 Jahren in Bad Stuer und wurde wunschgemäß neben seiner Mutter beerdigt. Nach seinem Tod veröffentlichte sein Bruder in der Zeitschrift für mathematischen und naturwissenschaftlichen Unterricht eine Selbstbiographie von ihm, die bis 1858 reicht, und ergänzte sie als Nekrolog selbst.

## Grab

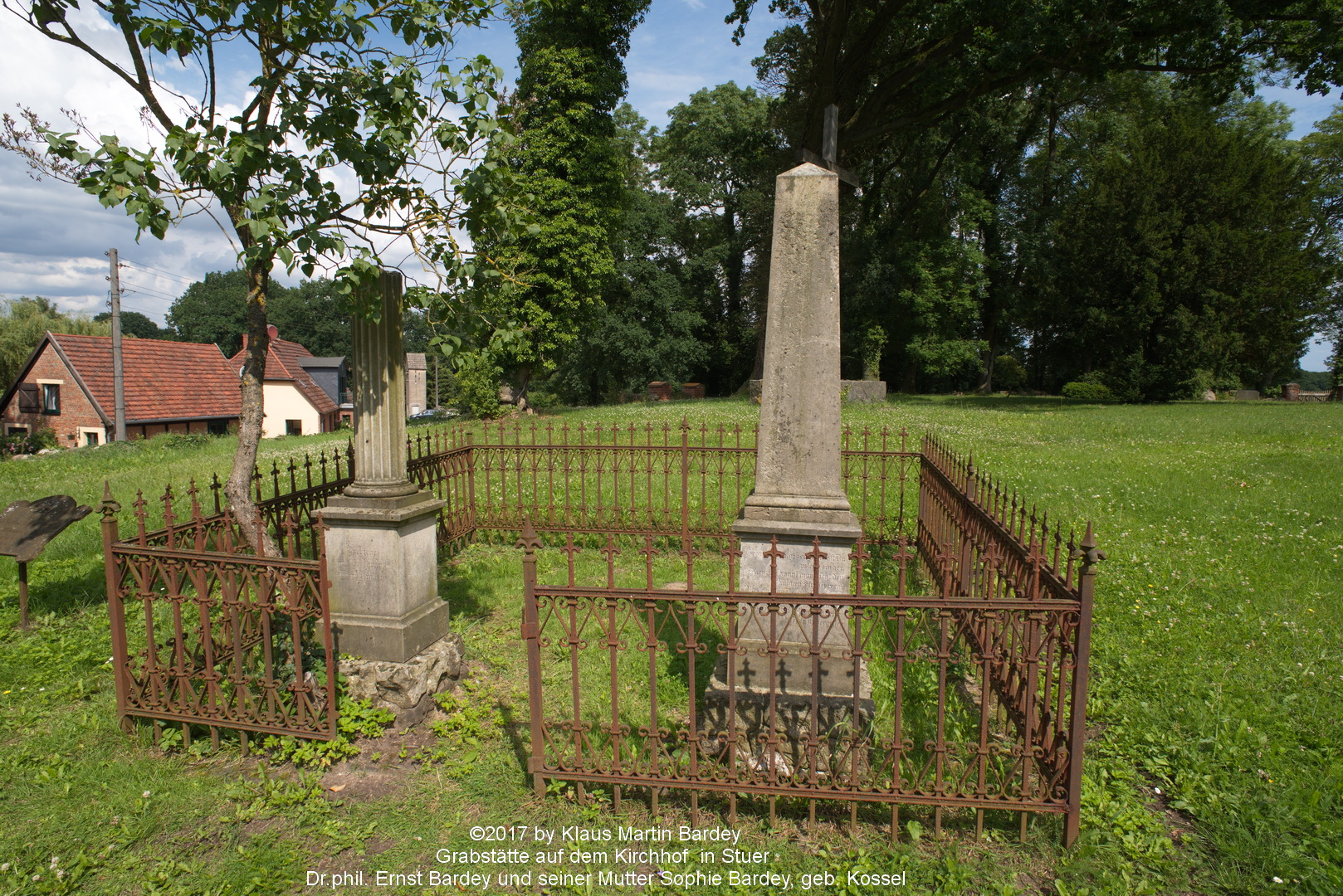
Grabstätte von Sophie (li.) und Ernst Bardey auf dem Stuerschen Kirchhof

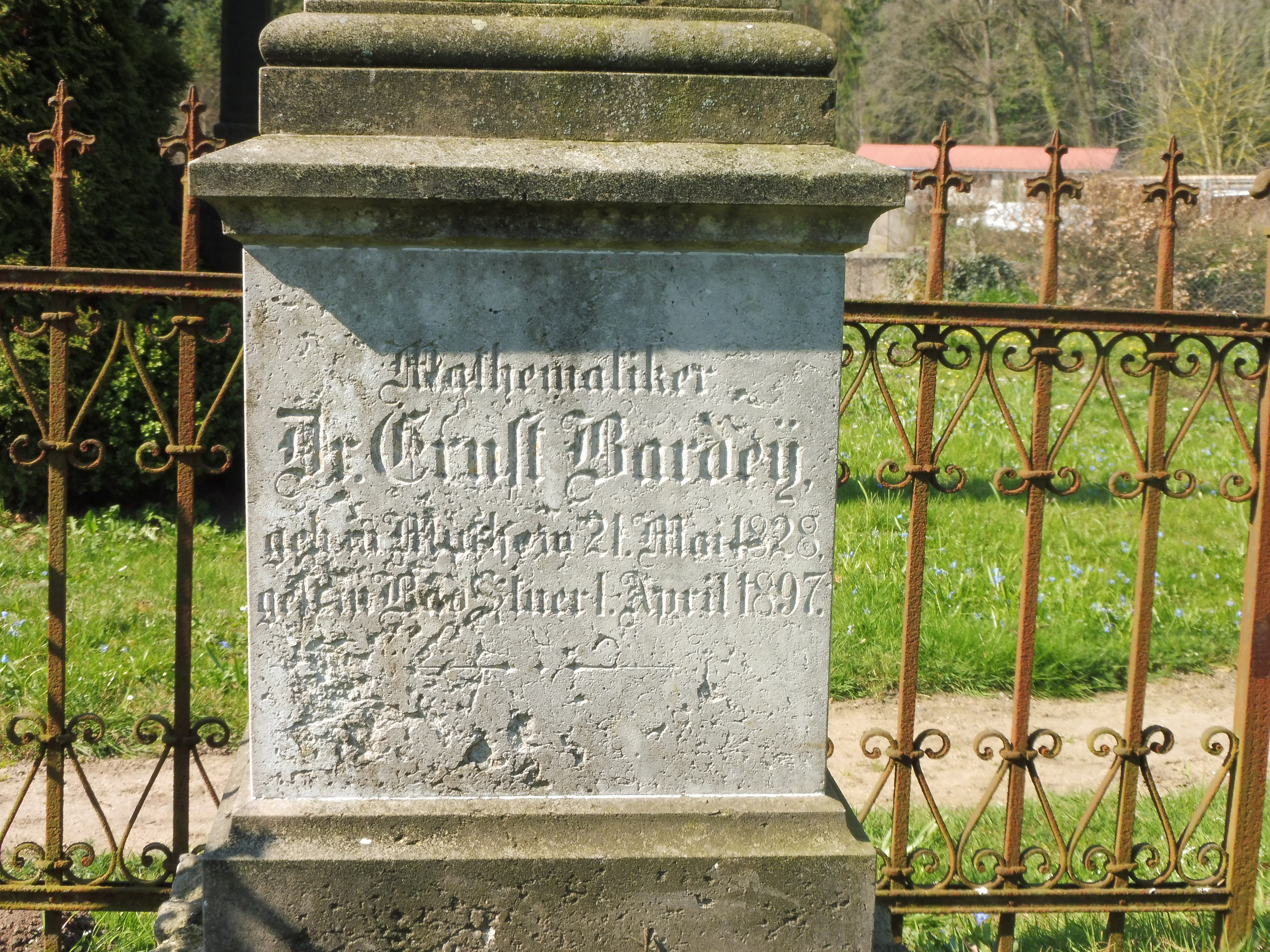
Bardeys Grabstein

Auf dem Kirchhof in Stuer findet man noch die Grabstätte von ihm und seiner Mutter. Auf dem Obelisk seines Grabes haben ihm seine Brüder folgenden Spruch setzen lassen:

„GEBROCHEN UND GEBEUGT GINGST DU ZULETZT EINHER, ERKENNEN KONNT MAN NICHT DEN KÜHNEN STREITER MEHR. WAS EINSTENS DU ERSTRITTEN, WAS DU AN KRAFT UND GEIST BESESSEN, WAS GUTES DU GETAN, DEN DEINEN BLEIBT ES UNVERGESSEN“

Der gusseiserne Grabzaun ist Anfang Dezember 2020 gestohlen worden.

## Veröffentlichungen (Auswahl)
- Algebraische Gleichungen nebst den Resultaten und den Methoden zu ihrer Auflösung. Leipzig 1868.
- Methodisch geordnete Aufgabensammlung, mehr als 7000 Aufgaben enthaltend, über alle Theile der Elementar-Arithmetik für Gymnasien, Realschulen und polytechnische Lehranstalten. Leipzig 1871.
- Quadratische Gleichungen mit den Lösungen für die oberen Klassen der Gymnasien und Realschulen. Leipzig 1871.
- Arithmetische Aufgaben nebst Lehrbuch der Arithmetik. Vorzugsweise für höhere Bürgerschulen. Leipzig 1881.
- Zur Formation quadratischer Gleichungen. Leipzig 1884.